# Grsecurity
grsecurity – łata nakładana na kod źródłowy jądra Linux, zwiększająca jego bezpieczeństwo.
Początkowo łatka była jedynie portem łaty dla jąder serii 2.4 tworzonej przez Solar Designera. Jako że Solar opracowywał łatki jedynie dla serii 2.2 i starszych, zadania ich przeniesienia na nowszą gałąź podjął się Brad Spengler. Obecnie zaimplementowano w nim wiele nowych rozwiązań, a grsecurity dostępny jest dla jąder najnowszych gałęzi. Od 2015 roku, ze względu na liczne łamanie licencji, publicznie dostępne są jedynie testowe wersje grsecurity. Wersje finalne dostępne są tylko dla klientów komercyjnych.

## Niektóre z cech grsecurity
Łata zwiększa bezpieczeństwo poprzez:
- tworzenie list kontroli dostępu opartych na role Role-Based Access Control (RBAC)
- nałożenie restrykcji na środowisko chroot, uniemożliwiających wyrwanie się z niego (nawet rootowi)
- rozbudowane logowanie, ułatwiające audyt (możliwość zapisu adresu IP osoby dla określonych zdarzeń)
- losowość stosu TCP (numerów sekwencyjnych, portów źródłowych, IP ID)
- restrykcje nakładane na /proc oraz losowość numerów PID
- zapobieganie sytuacjom wyścigu poprzez restrykcje dla /tmp
- działania zapobiegające atakom siłowym (ang. bruteforce attack)

Dzięki wykorzystaniu osiągnięć projektu PaX, umożliwia także:
- oznaczenie stosu jako niewykonywalnego (ochrona przed wykonywaniem kodu w zapisywalnych obszarach pamięci)
- nałożenie ograniczeń dla mprotect, losowości dla mmap() oraz stosu i sterty
- ochronę przed modyfikacją jądra przez /dev/mem, /dev/kmem i /dev/port

## Podsumowanie
Grsecurity może być jedną z warstw ochrony przed intruzami, zarówno wewnętrznymi, jak i zewnętrznymi. W połączeniu z innymi narzędziami (jak dynamicznie linkowana biblioteka libsafe), restrykcyjną zaporą sieciową i poważnym podejściem do zagadnień z dziedziny zabezpieczeń, pozwoli osiągnąć zadowalający poziom bezpieczeństwa.

## Obsługa
Niektóre z dystrybucji Linuksa oferujących obsługę grsecurity:
- Gentoo
- NetSecL
- PLD